# Samir Selesković
Samir Selešković, né le 10 avril 1970, à Sarajevo, en république fédérative socialiste de Yougoslavie, est un ancien joueur et entraîneur de basket-ball bosnien. Il évolue durant sa carrière au poste de meneur.